# Alessandro Bianchi (homme politique)
Pour les articles homonymes, voir Alessandro Bianchi et Bianchi.
Alessandro Bianchi (né à Rome, le 28 janvier 1945) est un urbaniste, professeur d'université et homme politique italien.

## Biographie
Il est ministre des transports du gouvernement Romano Prodi II.
Ancien membre du Parti communiste italien, il est considéré comme un indépendant de gauche, proche du Parti des communistes italiens.